# The Politics of Fear
The Politics of Fear (deutsch „Die Politik der Angst“) ist eine Karikatur des in Kanada geborenen US-amerikanischen Karikaturisten Barry Blitt, die auf dem Cover des New Yorker vom 21. Juli 2008 erschien. Sie zeigt den damaligen Präsidentschaftskandidaten Barack Obama als Islamisten und seine Frau Michelle als bewaffnete Kämpferin im Oval Office und sollte verschiedene Verschwörungstheorien um die Obamas karikieren. Viele verstanden sie jedoch als Bestätigung dieser Theorien oder sahen die Gefahr, dass sie als solche interpretiert werden könnte.

## Hintergrund

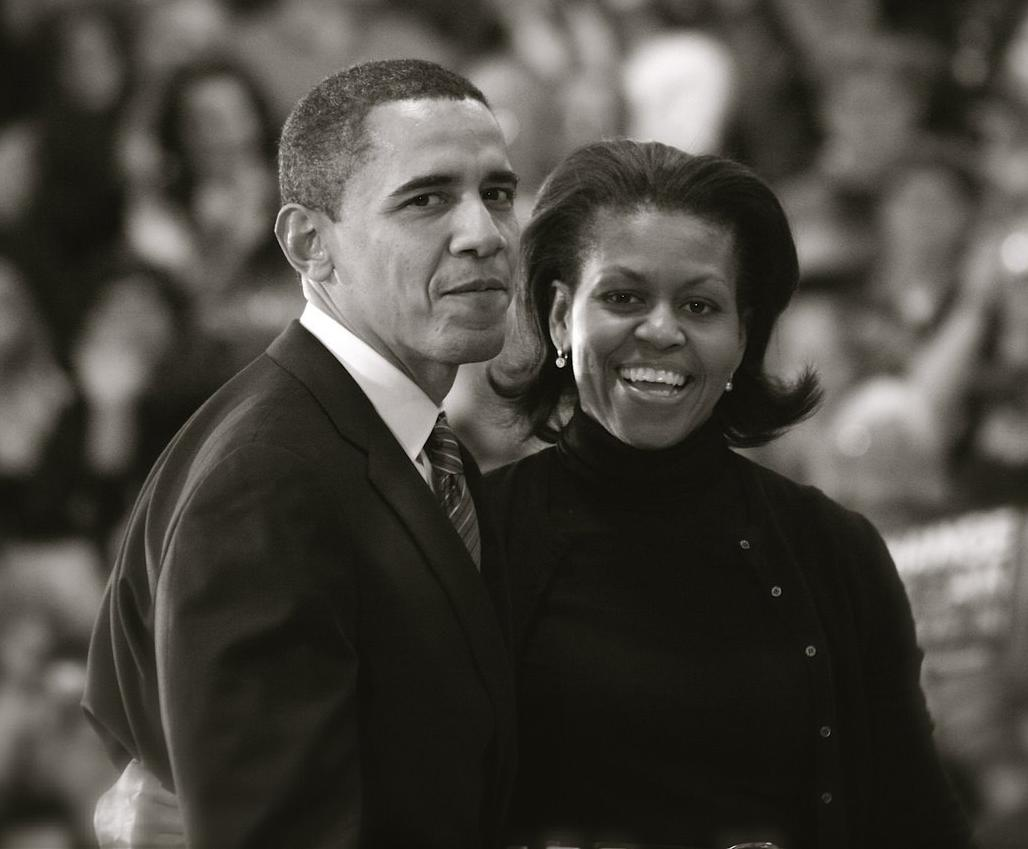
Barack und Michelle Obama im Januar 2008 auf einer Wahlkampfveranstaltung in Des Moines

Barack Obama, bisher Vertreter von Illinois im Senat der Vereinigten Staaten, hatte sich in den bisher längsten Vorwahlen der Demokratischen Partei gegen Hillary Clinton durchgesetzt und galt seit dem 4. Juni 2008 als der designierte Präsidentschaftskandidat der Demokraten. Damit stand er kurz davor, der erste afroamerikanische Präsidentschaftskandidat einer großen Partei in der Geschichte der USA zu werden. Rund um Obamas Herkunft und Religion hatten sich zu diesem Zeitpunkt bereits verschiedene Verschwörungstheorien entwickelt. Eine davon besagte, Obama sei heimlich ein Muslim. Grund für diese Vorstellung waren unter anderem die muslimische Erziehung seines kenianischen Vaters sowie seines indonesischen Stiefvaters und sein Aufenthalt in Indonesien während seiner Kindheit. Bereits 2004, kurz nach der Rede Obamas auf dem Nominierungsparteitag der Demokraten, hatte der relativ unbekannte republikanische Politiker aus Illinois Andy Martin diesen Vorwurf aufgebracht. Die Theorie wurde im Vorwahlkampf zur Präsidentschaftswahl 2008 erneut aufgegriffen und dabei unter anderem von Unterstützern von Hillary Clinton im Dezember 2007 in E-Mails verbreitet. Daneben wurde Obamas christlicher Glaube auch als extrem und abseits des amerikanischen Mainstreams charakterisiert. Hintergrund dafür war eine Kontroverse um den Pastor Jeremiah Wright, der unter anderem die Obamas getraut und ihre Kinder getauft hatte. In Aufnahmen von Wrights Predigten kritisierte er die amerikanische Politik scharf und veränderte die Redewendung God Bless America (Gott segne Amerika) zu God Damn America (Gott verfluche Amerika). Andere warfen Obama vor, militanter Atheist oder sogar der Antichrist zu sein. All diese Verschwörungstheorien schlugen sich auch in der Meinung der amerikanischen Bevölkerung nieder. So akzeptierten gemäß einer Umfrage des Pew Research Centers im März 2008 nur knapp die Hälfte der Amerikaner, dass Obama Christ ist. 34 Prozent waren sich bezüglich seiner religiösen Zugehörigkeit nicht sicher, während  10 Prozent ihn für einen Muslim hielten. Insgesamt 79 Prozent hatten bereits von der Theorie gehört, dass Obama Muslim sei.
Daneben wurde Obama auch vorgeworfen, engen Kontakt zu Bill Ayers, einem Gründungsmitglied der in den 1960er und 1970er Jahren agierenden linksradikalen militanten Untergrundorganisation Weathermen, gehabt zu haben. Obama und Ayers lebten in derselben Nachbarschaft in Chicago und hatten ab 1995 beide in zwei wohltätigen Organisationen zusammengearbeitet. Es wurde unter anderem der Vorwurf erhoben, Ayers hätte Obamas Autobiographie Dreams from My Father aus dem Jahr 1995 verfasst. Der Kontakt zu Ayers wurde im Oktober 2008 auch von Sarah Palin, der Vizepräsidentschaftskandidatin der Republikaner, aufgegriffen: Sie warf Obama vor, mit Terroristen befreundet zu sein.
Auch Obamas Frau Michelle war heftigen Vorwürfen ausgesetzt. So wurde sie von der rechten Presse als Beispiel für den Stereotyp der „wütenden schwarzen Frau“ („angry black woman“) präsentiert. Grund dafür war unter anderem eine Rede, die sie während des Vorwahlkampfs gehalten hatte. In ihr gab sie an, zum ersten Mal in ihrem erwachsenen Leben stolz auf ihr Land zu sein. Dies wurde von Gegnern als anti-amerikanisch kritisiert. Darüber hinaus wurde ihr auch vorgeworfen, radikalen und militanten Ideen anzuhängen. So wollte der konservative Radiomoderator Sean Hannity in ihrer Abschlussarbeit Beweise gefunden haben, dass sie Ideen von schwarzem Separatismus und Militanz anhänge. Allerdings hatte sie in diesen Passagen nur Ansichten von schwarzen Studenten in Princeton in den 1970er Jahren diskutiert.

## Beschreibung

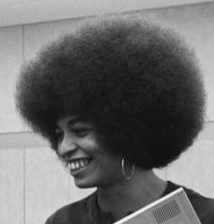
Angela Davis (1972), mit der die Darstellung von Michelle Obama in der Karikatur verglichen wurde

Die Karikatur zeigt Barack und Michelle Obama im Oval Office, dem Büro des Präsidenten der Vereinigten Staaten. Die beiden begrüßen sich mit einem Faustgruß (engl. fist bump). Diese Geste, die die Obamas zuvor bei einer Wahlveranstaltung benutzt hatten, wurde von der Fox-News-Moderatorin E. D. Hill als Geste von Terroristen bezeichnet. Barack trägt ein traditionelles muslimisches Gewand, Sandalen und eine Kopfbedeckung, die einem Turban ähnelt. Sein linker Fuß steht auf dem Hals des Weißkopfseeadlers des amerikanischen Wappens auf dem Teppich. Michelle trägt eine paramilitärische Uniform, die unter anderem aus einer Camouflagehose und Stiefeln besteht. Zudem hat sie eine AK-47 über ihre Schultern gehängt. Damit erinnert sie an eine Kämpferin der Black Panther Party oder der Weathermen. Ihr großer Afro, den sie in Wirklichkeit nicht trägt, erinnert an die Frisur von Angela Davis. Im Kamin verbrennt die US-Flagge und über ihm hängt ein Gemälde von Osama bin Laden.

## Entstehung und Veröffentlichung
The Politics of Fear erschien als Cover der auf den 21. Juli 2008 datierten Ausgabe des New Yorkers, die ab dem 14. Juli verkauft wurde. Im ersten Entwurf des Covers stellte Barry Blitt auch Michelle Obama als Muslima dar. Außerdem schauten Ann Coulter, Bill O’Reilly und Rush Limbaugh entsetzt durch das Fenster auf die Obamas. Auf Wunsch seiner Vorgesetzten Françoise Mouly entfernte Blitt die drei jedoch, da es ihr nicht richtig schien, die Vorurteile nur diesen drei Kritikern zuzuschreiben. Laut Blitt war es das Ziel des Covers, die Verschwörungstheorien um Obama als lächerliche Panikmache aufzudecken. Teil der Ausgabe war eine 18-seitige Reportage von Ryan Lizza über Obamas politischen Werdegang in Chicago. In ihr stellt Lizza wenig schmeichelhaft fest, dass Obama nicht der Anti-Establishment-Revolutionär sei, als den manche ihn sehen. Stattdessen sei er immer bemüht gewesen, sich den Institutionen anzupassen, statt sie niederzureißen oder zu ersetzen.

## Reaktionen und Rezeption
Bereits vor dem Verkaufsstart der Ausgabe am 14. Juli kam es zu Reaktionen. Als Barack Obama auf einer Pressekonferenz einen Tag zuvor nach einer Stellungnahme bezüglich des Covers gefragt wurde, antwortete er, dass er keine dazu hätte (“I have no response to that.”). Der Sprecher seiner Wahlkampagne gab noch am selben Tag bekannt, dass die meisten Leser des New Yorkers die Karikatur als geschmacklos und beleidigend (“tasteless and offensive”) ansehen würden und sie sich dieser Meinung anschlössen. Auch der Sprecher des republikanischen Präsidentschaftskandidaten John McCain schloss sich dieser Meinung an.
In einem Interview mit Larry King in der Talkshow Larry King Live am 15. Juli war Obama der Meinung, dass der New Yorker mit dem Ziel seiner Satire nicht komplett erfolgreich gewesen sei. Trotzdem verteidigte er auf Grundlage des 1. Zusatzartikels zur Verfassung der USA ihr Recht, das Cover zu veröffentlichen, und war überzeugt, dass die Amerikaner sich wohl mehr Sorgen um aktuelle politische Probleme machen würden als über die Karikatur. Zudem sah er die gegen ihn erhobenen Vorwürfe, Muslim zu sein, als Beleidigung der amerikanischen Muslime an. Dies führte im Zusammenhang mit The Politics of Fear auch Kareem Shora an,  der Vorsitzende des American-Arab Anti-Discrimination Committee, indem er in einem Brief an den New Yorker die Frage aufwarf, warum die Bezeichnung „Muslim“ so eine mächtige Waffe gegen Obama sei. Er forderte, dass man statt über die Karikatur eher darüber diskutieren solle, warum muslimisch mit terroristisch, gewalttätig und unamerikanisch gleichgesetzt werde.
Die Reaktionen in den Medien und Leserbriefen an den New Yorker waren vielfältig. Während einige die Karikatur und die darin enthaltene Ironie lobten, war der Großteil der Meinungen negativ. Viele nahmen den Inhalt der Karikatur wörtlich und waren schockiert darüber, dass der New Yorker suggeriere, die Obamas seien gefährliche Terroristen. Diese Reaktion sei laut der Linguistin Robin Lakoff sehr verwunderlich. Zum einen sei die Karikatur so übertrieben, dass es nur schwer vorstellbar sei, jemand könne wirklich vermuten, sie wolle die Wahrheit darstellen. Zum anderen sei der New Yorker als sehr liberal bekannt und von Beginn an ein Unterstützer der Kandidatur Obamas gewesen. So verwundere es, dass seine als hip und gebildet geltende Leserschaft ernsthaft annehmen konnte, dass er die Verschwörungstheorien um die Obamas unterstütze.
Andere Kritiker versicherten zwar, dass sie selbst die Ironie der Karikatur verstanden hätten, äußerten jedoch Bedenken, dass viele andere, weniger gebildete Menschen den Inhalt der Karikatur für die Wahrheit halten könnten. Das wiederum wurde als Elitarismus kritisiert. Zudem bemerkt Robin Lakoff darin eine sekundäre Ironie. So verwendeten die Kritiker einer Karikatur, die Amerika vermeintlich in weiß und nicht-weiß bzw. loyal und verräterisch aufteile, selbst eine solche Unterteilung in die Gebildeten, denen man das Verständnis von Ironie zutrauen könne, und die anderen, für die das nicht gelte.
Neben dieser Form der Kritik wurden in vielen afroamerikanischen Medien und Blogs Stimmen laut, die ihrerseits der Redaktion des New Yorkers und ihrer Leserschaft vorwarfen, etwas ganz anderes nicht zu verstehen. So warf man ihnen vor, ahnungslos und arrogant in Hinblick auf Rassismus und historische Darstellungen zu sein. So sei es zum Beispiel selbstgerecht zu behaupten, dass es einen Unterschied mache, ob eine Aussage von einem aufgeklärten oder unaufgeklärten Menschen stamme.
Darüber hinaus wurde die Karikatur von konservativen Kommentatoren dafür kritisiert, die Republikaner als bigott darzustellen. So war Philipp Klein vom American Spectator der Meinung, dass die Karikatur durch ihre Klassifizierung der Konservativen als ignorante Rassisten jegliche Form der Kritik an Obama als idiotisch marginalisiere.
Dass die Karikatur die Aufmerksamkeit vieler Amerikaner erreicht hatte, zeigte eine Umfrage des Pew Research Centers. Sie hatte ermittelt, dass 51 Prozent der Amerikaner das Cover gesehen hatten. Von diesen empfanden es 70 Prozent der Anhänger der Demokraten als beleidigend („offensive“), während nur 41 Prozent der Republikaner dies auch so sahen.

## Adaptionen
In den Tagen nach Veröffentlichung des New Yorkers erschienen verschiedene Karikaturen, die The Politics of Fear adaptierten und die Obamas durch andere Personen ersetzten. So erschien in der Calgary Sun eine von Thomas Boldt gezeichnete Parodie von The Politics of Fear, auf der sich George W. Bush und der Sensenmann mit einer Fist Bump begrüßen. Statt der amerikanischen Flagge brennt die amerikanische Verfassung im Kamin, über dem das Bild eines Erdölfasses hängt. Neben Bush sind Folterwerkzeuge für Waterboarding und Elektroschocks dargestellt.

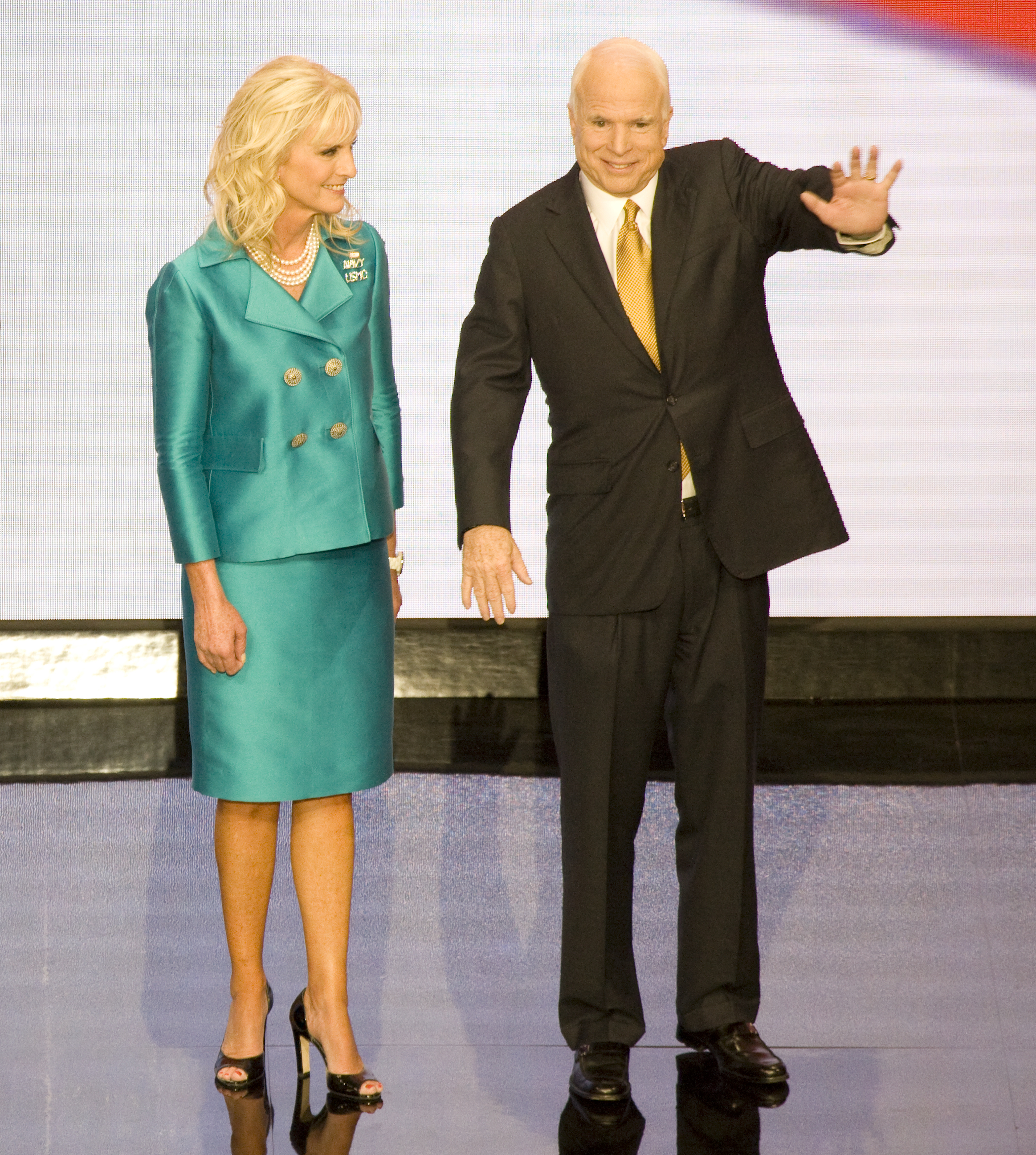
John und Cindy McCain auf dem Nominierungsparteitag der Republikaner im September 2008

Mehrere Adaptionen ersetzten die Obamas durch seinen republikanischen Herausforderer John McCain und dessen Frau Cindy. So zeigte eine Karikatur von David Horsey, die am 15. Juli im Seattle Post-Intelligencer erschien, die beiden auf einem fiktiven Cover der konservativen Zeitung National Review. Darauf ist der sabbernde John McCain im Rollstuhl sitzend zu sehen, wie er „Bomb Iran“ („bombardiere den Iran“) vor sich hinbrabbelt. Seine Frau schüttet eine große Menge von Pillen aus und gibt ihm den Hinweis, er solle etwas von ihrer Medizin nehmen, um die Parade zu seiner Amtseinführung zu überstehen. Die Darstellung der beiden ist sowohl ein Hinweis auf McCains hohes Alter von 71 Jahren als auch die frühere Medikamentensucht seiner Frau. Statt der amerikanischen Flagge brennt auch hier die amerikanische Verfassung im Kamin, über dem ein Gemälde von Dick Cheney hängt. In die Karikatur ist das Original von The Politics auf Fear eingebunden. Zudem wird darauf hingewiesen, dass die Karikatur für alle wäre, die keinen Sinn für Ironie hätten und das Cover des New Yorkers ernst genommen hätten („irony-challenged literalists“).
Die in der Daily News erschienene Karikatur von Bill Bramhall zeigt eine Sitzung der Redaktion des New Yorkers, auf der ein neues Cover bewertet wird. Darauf ist McCain mit einer Windel und einem Walker, einer typischen amerikanischen Gehhilfe, zu sehen. Seine Frau sitzt auf mehreren Geldsäcken und wirft sich Medikamente ein. Ein Mann bezeichnet das Cover als ausgefallen und ironisch („Edgy. Ironic.“) und empfiehlt, es auszuwählen.
Am 22. Juli veröffentlichte Vanity Fair auf ihrer Webseite eine weitere Parodie des Covers. Auch auf ihr nutzt McCain einen Walker und seine Frau Cindy hat ein Fläschchen mit Pillen in der Hand. Auch hier brennt im Kamin die amerikanische Verfassung. Über ihm hängt ein Gemälde von George W. Bush. In einem augenzwinkernden Kommentar bezeichneten die Herausgeber die Veröffentlichung als „selbstlosen Akt der Solidarität“ mit ihren Kollegen. Beide Magazine gehören zum Condé Nast Verlag.
Auf dem Cover der Entertainment Weekly vom 3. Oktober stellten Stephen Colbert als Michelle und Jon Stewart als Barack Obama die Karikatur nach. Teil der Ausgabe war ein Interview mit den beiden über die anstehenden Präsidentschaftswahlen.
Zwei Jahre später erschien auf dem Cover der Ausgabe des New Yorkers vom 15. November 2010 die Karikatur Bumped von Barry Blitt, die an The Politics of Fear erinnert. Darauf ist Barack Obama mit dem republikanischen Kongress-Abgeordneten John Boehner im Oval Office zu sehen. Während Obama Boehner die Hand reicht, hält dieser ihm die Faust hin. Boehner galt nach dem Erfolg der Republikaner bei den Kongresswahlen als kommender Sprecher des Repräsentantenhauses, was er im Januar 2011 auch wurde.